# HiSky
HiSky — молдавская авиакомпания, базирующаяся в Кишинёве, имеет дополнительный сертификат авиаперевозок в Румынии. Основными хабами являются Международный аэропорт Кишинёва и аэропорт Клуж-Напоки.

## История
Генеральный директор авиакомпании, Юлиан Скорпан, бывший пилот национальной авиакомпании Молдовы Air Moldova.
В феврале 2020 года молдавские авиационные власти заявили, что HiSky в настоящее время не получила сертификат эксплуатанта из-за нарушений, обнаруженных в процессе сертификации и начали расследование. Одна из проблем заключается в том, что Cobrex Trans, авиакомпания, которая должна была эксплуатировать Airbus A320 от имени HiSky, пока не имеет в своем парке самолетов этого типа.
По данным Управления гражданской авиации Республики Молдова, по состоянию на 12 мая 2020 года HiSky все еще не имел лицензии на коммерческую эксплуатацию. В то же время компания предлагала билеты на рейсы из Кишинева на собственном веб-сайте. Затем авиакомпания заявила о своих планах начать полеты в июле на двух самолетах семейства Airbus A320 от Air Lease Corporation.
HiSky был вынужден несколько раз откладывать запуск своих маршрутов из-за пандемии COVID-19. По состоянию на 18 сентября 2020 года авиакомпания полностью отменила свой плановый график.
Однако 11 декабря 2020 года авиакомпания получила сертификат эксплуатанта в Румынии, а 19 февраля 2021 года в Молдове.
22 февраля 2021 года авиакомпания объявила о начале полетов в Дублин и Лиссабон из своего первого хаба в Клуж-Напоке, Румыния.
С 28 апреля 2021 года HiSky Airlines открыла новые рейсы из Кишинева в Париж, из Парижа и Франкфурта в румынский Сату-Маре, с 29 апреля из Дублина в Яссы, с 1 мая из Франкфурта в Сату-Маре и из Кишинева во Франкфурт.
С июня 2024 авиакомпания выполняет регулярный рейс в США (Нью-Йорк)

## Направления
| Страна         | Город              | Аэропорт                                   | Примечание |
| -------------- | ------------------ | ------------------------------------------ | ---------- |
| Португалия     | Лиссабон           | Международный аэропорт Лиссабона Портела   |            |
| Великобритания | Лондон             | Лондонский аэропорт Станстед               |            |
| Ирландия       | Дублин             | Дублинский аэропорт                        |            |
| Германия       | Франкфурт-на-Майне | Аэропорт Франкфурта-на-Майне               |            |
| Франция        | Париж              | Бове (аэропорт)                            |            |
| Италия         | Милан              | Бергамо (аэропорт)                         |            |
| Турция         | Стамбул            | Аэропорт Стамбул                           |            |
| Россия         | Москва             | Международный аэропорт Внуково             |            |
| Россия         | Санкт-Петербург    | Пулково (аэропорт)                         |            |
| Молдова        | Кишинёв            | Кишинёв (аэропорт)                         | Хаб        |
| Румыния        | Яссы               | Аэропорт Яссы                              |            |
| Румыния        | Сату-Маре          | Аэропорт Сату-Маре                         |            |
| Румыния        | Клуж-Напока        | Аэропорт Клуж-Напоки                       |            |
| Израиль        | Тель-Авив          | Аэропорт имени Бен-Гуриона                 |            |
| США            | Нью-Йорк           | Международный аэропорт имени Джона Кеннеди |            |

## Флот
| Самолёт         | Количество | Заказано | Вместительность |
| --------------- | ---------- | -------- | --------------- |
| Airbus A320     | 4          | 0        | 180             |
| Airbus A321 Neo | 2          | 0        | 220             |
| Airbus A319     | 1          | 0        | 144             |
| Airbus A330     | 1          | 0        | 274             |